# David Bargh
David Andrew Bargh (ur. 14 marca 1962 w Martinborough) – nowozelandzki żużlowiec.

## Życiorys

### Kariera sportowa
Czterokrotny indywidualny mistrz Nowej Zelandii.
Dwukrotny finalista IMŚJ. W roku 1982 zadebiutował w finale w Pocking i zajął dziewiąte miejsce. W następnym sezonie w Lonigo został wicemistrzem świata juniorów, gdyby nie upadek w swoim trzecim starcie mógłby wygrać cały turniej.
Trzy razy wystąpił w finałach MŚP. Pierwszy raz startował w Pardubicach w roku 1987 i zajął czwarte miejsce w parze z Mitchem Shirrą. W roku 1990 w Pocking ponownie startował w parze z Shirrą i zajęli dopiero piąte miejsce. Dwa lata później w Lonigo pojechał jako rezerwowy, jego koledzy Mitch i Mark Thorpe zajęli przedostatnie, szóste miejsce.
Wielokrotny uczestniczył w eliminacjach IMŚ i nigdy nie awansował do światowej elity.

### Życie prywatne
Wujek Andrew Bargha, również żużlowca.

## Przynależność klubowa
Wielka Brytania
- Newcastle Diamonds
- Sheffield Tigers

## Osiągnięcia
Indywidualne Mistrzostwa Świata Juniorów
- 1982 –  Pocking - 9. miejsce – 8 pkt → wyniki
- 1983 –  Lonigo - 2. miejsce – 12 pkt → wyniki

Mistrzostwa Świata Par
- 1987 –  Pardubice - 4. miejsce – 20 pkt → wyniki
- 1990 –  Pocking - 5. miejsce – 9 pkt → wyniki
- 1992 –  Lonigo - 6. miejsce – 2 pkt → wyniki